# Cryolipolyse
 (septembre 2022).
La cryolipolyse est un traitement esthétique utilisé pour détruire les cellules graisseuses. Son principe repose sur une température de froid contrôlé de 5 °C à 0 °C (instituts de beauté) jusqu'à - 10 °C (paramédicaux et médecins). Tous les appareils sont calibrés pour ne pas descendre sous - 10 °C, car une température trop basse risque d'endommager les autres cellules (nerveuses ou musculaires). Elle permet une réduction non invasive des amas de graisse localisés, dans le but de redessiner la silhouette. L’exposition au froid entraîne une cristallisation qui conduit à la mort des cellules graisseuses sous-cutanées (apoptose) sans pour autant endommager les autres cellules. La procédure est non chirurgicale et constitue une alternative à la liposuccion. La cryolipolyse est une combinaison de la cryogénie et de la lipolyse.
En Asie, aux États-Unis et en Europe, les appareils de cryolipolyse ont été développés pour des cliniques esthétiques, des cabinets médicaux ou paramédicaux et des instituts de beauté.

## Les preuves
La cryolipolyse est utilisée pour éliminer les graisses localisées afin de redessiner la silhouette d’un patient. Les résultats apparaissent au bout de trois à six semaines environ.
Au cours des semaines qui suivent le traitement, le corps élimine les cellules adipeuses endommagées, ce qui permet à la peau de se rétracter.
Le traitement n’est applicable que pour les amas graisseux localisés : il est recommandé aux personnes ayant de petites rondeurs disgracieuses mais pas aux personnes en surpoids.
En Europe, une étude clinique a été menée sur 418 zones via 147 patients afin de valider l’efficacité de la cryolipolyse.

## Les effets secondaires
Des rougeurs locales transitoires sur la peau, une certaine douleur et une sensation d’engourdissement constituent des effets secondaires courants du traitement et sont amenés à disparaître. Une étude concernant les effets sur les nerfs périphériques a été menée mais n’a mis en évidence aucun résultat préjudiciable permanent. En revanche, en France, la Haute Autorité de santé a mené en 2018 une évaluation d'où il ressort que si « la plupart de ces effets indésirables disparaissent spontanément au bout de quelques jours ou quelques semaines, certains, plus rares sont durables (brûlures, hyperpigmentations, neuropathies sensorielles périphériques), voire irréversibles comme les hernies inguinales et les hyperplasies paradoxales (accroissement local du tissu adipeux) ». Elle conclut que « la pratique de la cryolipolyse à visée esthétique présente une suspicion de danger grave pour la santé humaine en l’absence actuelle de mise en œuvre de mesures de protection de la santé des personnes » et préconise un encadrement renforcé des appareils et des opérateurs.

## Recherche sur le mécanisme
Les procédures de lipolyse essaient de « dissoudre » les cellules graisseuses par des moyens non chirurgicaux. Un certain nombre de méthodes a été essayé, incluant l’utilisation de lasers, d’ultrasons et de radiofréquence. La panniculite « Popsicle » est un état dermatologique qui montre que l’exposition aux basses températures peut endommager sélectivement la graisse sous-cutanée tout en laissant la peau intacte,. En partant du principe que les cellules graisseuses sont plus facilement ciblées et détruites par le froid que les cellules de la peau, la cryolipolyse a été développée pour appliquer de basses températures au tissu via la conduction thermique. Dans le but d’éviter des gelures, un niveau de température spécifique et l’exposition sont déterminés, le plus souvent pendant 60 minutes entre -9 et -13 °C[réf. nécessaire]
Des études initiales pour établir des méthodes de cryolipolyse ont été effectuées sur des porcs,. Il apparaît que le tissu adipeux qui est refroidi en-dessous de la température du corps subit une mort localisée des cellules. Elle est suivie d’une réponse inflammatoire locale appelée panniculite, qui, après plusieurs mois, résulte en une réduction de la couche du tissu adipeux. Quand il est exposé au froid, la réponse habituelle du corps est de restreindre la circulation pour garder la partie centrale du corps à une température correcte.

## Coût et temps de traitement
Le coût pour un traitement varie selon la zone. Le prix aux États-Unis s’étend de 750 $ à 1 500 $. En Europe, le prix moyen d’une séance est d’environ 150 € (instituts de beauté et paramédicaux) et de 600 € (médecins esthétiques) par zone ou pour deux zones à traiter. Le temps de traitement est en général de 60 minutes. Certains dispositifs de cryolipolyse disposent d’une paire de cryodes qui peuvent être utilisées simultanément, réduisant le temps de traitement global par le traitement de zones correspondantes, telles que les côtés de l’abdomen, le derrière des jambes, et les flancs.